# 8154 Stahl
8154 Stahl (1988 CQ7) là một tiểu hành tinh vành đai chính được phát hiện ngày 15 tháng 2 năm 1988 bởi E. W. Elst ở Đài thiên văn Nam Âu.